# Wojskowy Klub Sportowy Czarni Radom 2014-2015
Questa voce raccoglie le informazioni riguardanti il Wojskowy Klub Sportowy Czarni Radom nelle competizioni ufficiali della stagione 2014-2015.

## Organigramma societario
Area direttiva
- Presidente: Mariusz Szyszko

Area tecnica
- Allenatore: Robert Prygiel
- Allenatore in seconda: Wojciech Stępień

## Rosa
| N° | Nome                 | Ruolo | Data di nascita   | Nazionalità sportiva |
| -- | -------------------- | ----- | ----------------- | -------------------- |
| 1  | Bartłomiej Bołądź    | S/O   | 28 settembre 1994 | Polonia              |
| 2  | Michał Ostrowski     | C     | 29 marzo 1990     | Polonia              |
| 3  | Igor Grobelny        | S     | 8 giugno 1993     | Belgio               |
| 4  | Daniel Pliński       | C     | 10 dicembre 1978  | Polonia              |
| 5  | Bartłomiej Grzechnik | C     | 8 febbraio 1993   | Polonia              |
| 6  | Wojciech Żaliński    | S     | 8 gennaio 1988    | Polonia              |
| 7  | Jakub Wachnik        | S     | 16 febbraio 1993  | Polonia              |
| 8  | Dirk Westphal        | S     | 31 gennaio 1986   | Germania             |
| 9  | Adam Kowalski        | L     | 16 settembre 1994 | Polonia              |
| 10 | Lukas Kampa          | P     | 29 novembre 1986  | Germania             |
| 12 | Jacek Ratajczak      | C     | 24 novembre 1986  | Stati Uniti          |
| 13 | Michał Kędzierski    | P     | 9 agosto 1994     | Polonia              |
| 14 | Kamil Gutkowski      | S     | 15 ottobre 1986   | Polonia              |
| 15 | Mikko Oivanen        | S/O   | 26 maggio 1986    | Finlandia            |